# Trichomycterus striatus
Trichomycterus striatus är en fiskart som först beskrevs av Meek och Hildebrand, 1913.  Trichomycterus striatus ingår i släktet Trichomycterus och familjen Trichomycteridae. Inga underarter finns listade i Catalogue of Life.